# Julie Sødring

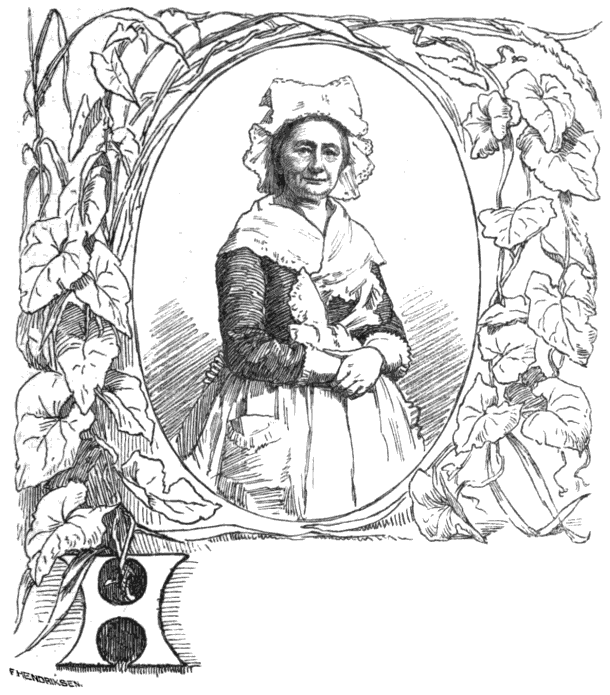
Julie Sødring.

Julie Weber Sødring, född den 19 juli 1823, död den 27 april 1894, var en dansk skådespelare, dotter till skådespelaren Christian Niemann Rosenkilde.
Julie Rosenkilde debuterade 1843 på Kungliga teatern i Köpenhamn och fick stora framgångar med sitt fulländade spel och outtömligt goda lynne, ett arv från fadern. I Magdelone i Holbergs komedier samt i komiska äldre roller i Heibergs, Hertz och Hostrups lustspel och vådeviller visade hon ett verkligt mästerskap; men även i flera allvarliga roller vann hon stort bifall genom den hjärtlighet hon lade in i sitt spel. Julie Sødring kan räknas till de största konstnärerna på den danska scenen. År 1875 tog hon avsked av hälsoskäl. Hon var 1849-81 gift med sedermera mineralvattensfabrikanten Carl Sødring. Julie Sødrings Erindringer utgavs 1894-95 i 2 band.